# James Carnwath
James Dalziel Carnwath (* 11. Februar 1935 in Woodstock) ist ein kanadischer Badmintonspieler und -funktionär.

## Karriere
James Carnwath gewann 1963 die kanadischen Meisterschaften im Mixed mit Marjory Shedd. 1964 verteidigten sie den Titel und gewannen zusätzlich auch die Canadian Open. 1958, 1961, 1964 und 1967 gehörte er dem kanadischen Thomas-Cup-Team an. Von 1976 bis 1977 war er Präsident de kanadischen Badmintonverbandes.

## Sportliche Erfolge
| Saison | Veranstaltung                 | Disziplin    | Platz | Name                               |
| ------ | ----------------------------- | ------------ | ----- | ---------------------------------- |
| 1963   | Kanada: Einzelmeisterschaften | Mixed        | 1     | James D. Carnwath / Marjorie Shedd |
| 1964   | Kanada: Einzelmeisterschaften | Mixed        | 1     | James D. Carnwath / Marjorie Shedd |
| 1964   | Canadian Open                 | Mixed        | 1     | James D. Carnwath / Marjorie Shedd |
| 1987   | Kanada: Masters 50 plus       | Herrendoppel | 1     | J. Carnwath / R. Kanchanaraphi     |
| 1987   | Kanada: Masters 50 plus       | Herreneinzel | 1     | J. Carnwath                        |
| 1989   | Kanada: Masters 50 plus       | Herreneinzel | 1     | J. Carnwath                        |
| 1990   | Kanada: Masters 50 plus       | Herreneinzel | 1     | J. Carnwath                        |
| 1991   | Kanada: Masters 50 plus       | Herreneinzel | 1     | J. Carnwath                        |
| 1991   | Kanada: Masters 50 plus       | Herrendoppel | 1     | J. Carnwath / R. Kanchanaraphi     |
| 1993   | Kanada: Masters 50 plus       | Herrendoppel | 1     | J. Carnwath / R. Kanchanaraphi     |
| 1995   | Kanada: Masters 60 plus       | Herreneinzel | 1     | J. Carnwath                        |
| 1996   | Kanada: Masters 60 plus       | Herreneinzel | 1     | J. Carnwath                        |
| 1997   | Kanada: Masters 60 plus       | Herrendoppel | 1     | J. Carnwath / R. Fergus            |
| 1997   | Kanada: Masters 60 plus       | Herreneinzel | 1     | J. Carnwath                        |
| 1998   | Kanada: Masters 60 plus       | Herreneinzel | 1     | J. Carnwath                        |
| 1998   | Kanada: Masters 55 plus       | Mixed        | 1     | J. Carnwath / A. Young             |
| 2001   | Kanada: Masters 65 plus       | Herrendoppel | 1     | J. Carnwath / T. Uyeda             |
| 2001   | Kanada: Masters 65 plus       | Herreneinzel | 1     | J. Carnwath                        |